# Fakes
Fakes est une série télévisée canadienne créée par David Turko, diffusée le 1er septembre 2022 sur CBC Gem et à l'international sur Netflix,.

## Synopsis
Deux meilleures amies lycéennes construisent accidentellement l'un des plus grands empires de fausses cartes d'identité en Amérique du Nord.

## Distribution
- Emilija Baranac (VF : Léopoldine Serre) : Zoe Christensen
- Jennifer Tong (VF : Lila Lacombe) : Rebecca Li
- Richard Harmon (VF : Jim Redler) : Tryst
- Eric Bempong (VF : Jhos Lican) : Ken
- Matreya Scarrwener (VF : Justine Berger): Sally
- Mya Lowe : Sophie
- Emily Leung (VF : Coralie Thuilier) : Isabelle Li
- Mah Ryan (VF : Vincent Bonnasseau) : Wei Li
- Lee Wern (VF : Juan Llorca) : Clem Lam
- Keram Tarun (VF : Loïc Hourcastagnou): Bobby

 Source et légende : version française (VF) sur RS Doublage

## Production
Le 19 septembre 2023, Jennifer Tong annonce sur son compte Instagram que la série a été annulée.

## Épisodes
1. Teen Drinking is Very Bad…
2. Yo I Got a Fake ID Though
3. Don't Panic (definitely don't)
4. We Are the Captains Now
5. Real G's Move in Silence Like Lasagna
6. A Cup of Ambition
7. All Eyes On Me
8. King of Anything
9. Forged in Stone (or something)
10. She Said She Said